# Lucas Roque
Lucas Roque (5 marzo 1988) è un giocatore di beach soccer statunitense, attaccante  della nazionale statunitense.

## Carriera
Nel 2019 partecipa con la nazionale degli stati uniti al mondiale in Paraguay.